# Barbadás
Barbadás – gmina w Hiszpanii, w prowincji Ourense, w Galicji, o powierzchni 30,24 km². W 2011 roku gmina liczyła 10 064 mieszkańców.